# Гэмбилл, Ян-Майкл
Ян-Майкл Гэ́мбилл (англ. Jan-Michael Gambill, род. 3 июня 1977 года в Спокан, штат Вашингтон, США) — американский теннисист. Четвертьфиналист 1 турнира Большого шлема в одиночном разряде (Уимблдон-2000). Победитель 3 турниров ATP в одиночном разряде.

## Общая информация
Как теннисист более всего известен своим необычным двойным хватом ракетки при ударе справа. Его тренировал отец, Чак Гэмбилл, который также обучал и младшего брата Яна Майкла — Торри.
Одежду и ракетку Гэмбилла спонсирует фирма Prince Sports. Сам он в настоящее время проживает на Гавайях.
В настоящее время Гэмбилл является членом теннисной команды клуба Coto de Caza Golf & Tennis в Южной Калифорнии.

## Спортивная карьера
Гэмбилл начал играть в теннис в возрасте 5 лет, многократно смотря матчи на турнире Большого шлема с выступлениями Джимми Коннорса и Джона Макинроя. Среди прочих он победил бывших чемпионов мира, в частности Роджера Федерера, Карлоса Мойя, Ллейтона Хьюитта, Пита Сампраса и Андре Агасси.
Сейчас Гэмбилл играет за команду Boston Lobsters в лиге World TeamTennis. Теннисист снялся в шоу «Свидание вслепую» 12 апреля 2009 и в эпизоде реалити-шоу телеканала VH-1 «Прикосновение любви», где сваха знакомила его с женщиной. Тем не менее, продолжение их отношений не было снято, а Гэмбилл заявил, что сейчас не хочет их развивать с этой дамой.
В сентябре 2009 года Гэмбилл вышел в полуфинал состязания U.S.A. F23, это был его первый теннисный турнир в том году.

## Титулы ATP
| Обозначения                 |
| Турниры Большого шлема (0)  |
| Теннисный кубок Мастерс (0) |
| Серия Мастерс ATP (0)       |
| Турниры ATP (3)             |

### Одиночный разряд (3)
| №  | Дата          | Турнир          | Покрытие | Противник в финале | Счёт в финале    |
| 1. | 8 марта 1999  | Скоттсдейл, США | хард     | Ллейтон Хьюитт     | 7-6(2), 4-6, 6-4 |
| 2. | 5 марта 2001  | Делрей-Бич, США | хард     | Ксавье Малисс      | 7-5, 6-4         |
| 3. | 10 марта 2003 | Делрей-Бич, США | хард     | Марди Фиш          | 6-0, 7-6(5)      |